# 김유신 (1999년)
김유신(1999년 6월 14일 ~ )은 전 KBO 리그 KIA 타이거즈의 투수이다.

## KIA 타이거즈시절
2018년에 입단하였다. 2018년 5월 1일 롯데전에서 구원 등판하며 데뷔 첫 경기를 치렀고, 경기에서 0.2이닝 무실점을 기록하였다.

## 상무 야구단시절
2019년에 입단하였다.

## KIA 타이거즈복귀
2020년에 복귀하였다.

## 트리비아
- 전학을 굉장히 많이 다녔다. 청주고등학교에 진학하기 위해 청주중학교로 전학간 뒤 졸업했다.
- 청주고등학교 시절 1년 선배인 김진강과 함께 원투 펀치로 활약했으나 2학년을 마친 후 학교 내부 문제로 인해 세광고등학교로 전학을 갔고, 전학생 규정에 따라 6개월 출전 정지 처분을 받았다.

## 출신 학교
- 여수서초등학교(전학) → 화순초등학교
- 순천이수중학교(전학) → 광양진월중학교(전학) → 청주중학교
- 청주고등학교(전학) → 세광고등학교

## 통산 기록
| 연도 | 팀명  | 평균자책점 | 경기 | 완투 | 완봉 | 승 | 패 | 세 | 홀 | 승률  | 타자 | 이닝 | 피안타 | 피홈런 | 볼넷 | 사구 | 탈삼진 | 실점 | 자책점 |
| ---- | ----- | ---------- | ---- | ---- | ---- | -- | -- | -- | -- | ----- | ---- | ---- | ------ | ------ | ---- | ---- | ------ | ---- | ------ |
| 2018 | KIA   | 9.69       | 10   | 0    | 0    | 0  | 0  | 0  | 0  | -     | 57   | 13   | 13     | 0      | 6    | 1    | 6      | 14   | 14     |
| 2021 | KIA   | 7.62       | 15   | 0    | 0    | 2  | 6  | 0  | 0  | 0.250 | 249  | 54⅓  | 63     | 11     | 35   | 2    | 29     | 47   | 46     |
| 2022 | KIA   | 6.14       | 10   | 0    | 0    | 1  | 0  | 0  | 0  | 1.000 | 70   | 14⅔  | 9      | 3      | 16   | 0    | 9      | 11   | 10     |
| 2023 | KIA   | 5.64       | 27   | 0    | 0    | 0  | 1  | 0  | 2  | 0.000 | 141  | 30⅓  | 34     | 2      | 19   | 3    | 12     | 19   | 19     |
| 통산 | 4시즌 | 7.13       | 62   | 0    | 0    | 3  | 7  | 1  | 2  | 0.300 | 517  | 112⅓ | 119    | 16     | 76   | 6    | 56     | 91   | 89     |